# Virtual PC
Virtual PC war eine Software von Connectix (2003 durch Microsoft übernommen), welche x86-basierte Gastbetriebssysteme emulierte beziehungsweise virtualisierte.
Ursprünglich wurde Virtual PC für Mac von Connectix für PowerPC-basierte Mac-OS-Systeme als Emulator für den Betrieb von Windows entwickelt. Nach der Übernahme durch Microsoft 2003 wurde der Emulator zusätzlich Bestandteil des Produktes Microsoft Office Professional für Mac, wurde jedoch nach der Umstellung der Macintosh-Reihe auf die x86-Architektur („Intel-Macs“) 2006 nicht weitergeführt.
Die als virtuelle Maschine laufende Windows-Version wurde später kostenlos von Microsoft abgegeben, ebenso wie die bereits von Connectix begonnene Server-Variante Virtual Server für Windows von Microsoft frei verfügbar gemacht wurde. In Windows 7 ist die Technik unter dem Namen Windows XP Mode zudem ein optionaler Bestandteil des Betriebssystems. Unter Windows 8 ist Virtual PC nicht mehr lauffähig: Es wurde durch Hyper-V ersetzt.
Virtual PC für OS/2, das auf der Windows-Version basiert, wurde nach der Übernahme durch Microsoft nicht weitergeführt.
Unter Windows Virtual PC können nur 16- und 32-Bit-Betriebssysteme ausgeführt werden.

## Geschichte
Virtual PC wurde ursprünglich von der Firma Connectix als Lösung entwickelt, x86-Betriebssysteme mit entsprechender Softwareanwendung auf Apple-Macintosh-Systemen mit PowerPC-Prozessoren zu benutzen. Dabei musste die Hardware eines Intel-PCs vollständig in Software emuliert werden, was einen erheblichen Teil der Rechenleistung beanspruchte. Nicht allzu anspruchsvolle PC-Programme konnten so aber auch problemlos auf einem Apple-Macintosh-System mit PowerPC-Prozessor ausgeführt werden.
Später wurde eine als virtuelle Maschine ausgelegte Version von Virtual PC für x86-Systeme entwickelt. Dabei entfällt die Notwendigkeit einer aufwendigen Emulation, um x86-Maschinensprache auf der PowerPC-Plattform ausführen zu können, wodurch ein wesentlicher Geschwindigkeitsvorteil gegenüber der Mac-Version erzielt wird. Mit Virtual PC für Windows können unter Windows als Wirtsystem verschiedene x86-Betriebssysteme (darunter auch OS/2 bzw. eComStation) als Gastsysteme ausgeführt werden.
2003 erwarb Microsoft die Virtual-PC-Technik von Connectix. Über die Details des Übernahmegeschäfts vereinbarten beide Seiten Stillschweigen. Microsoft entwickelte sowohl die PowerPC-basierte Mac-Version als auch die x86-basierte Windows-Version von Virtual PC unter eigenem Namen weiter. Mit dem Umstieg von Apple auf Intel-Prozessoren (Ende 2005/Anfang 2006) stellte Microsoft die Entwicklung der Mac-Version ein, nahm jedoch mit Virtual PC for Mac Version 7 noch eine Optimierung für den Apple Power Mac G5 vor; frühere Versionen sind auf G5-Prozessoren nicht ausführbar.
Die Windows-Version wurde unter Connectix durch das deutsche Unternehmen InnoTek Systemberatung GmbH auf OS/2 als Wirtsystem portiert. Nach der Übernahme wurde Virtual PC für OS/2 von Microsoft kommentarlos aus dem Angebot genommen. Die kostenlos abgegebene Version 2004 SP1 von Virtual PC für Windows beinhaltet jedoch die Virtual Machine Additions für OS/2, womit man OS/2 weiterhin als Gast betreiben kann.
Die Firma InnoTek Systemberatung GmbH arbeitete nach der Übernahme durch Microsoft weiter an der Linux-Unterstützung für Virtual PC und Virtual Server und entwickelte seit 2004 eine eigene Virtualisierungslösung namens VirtualBox. Diese ist seit 2007 auch in einer freien Version verfügbar. Entgegen dem Vorgehen von Microsoft wurde VirtualBox auch auf die Intel-Mac-Plattform portiert. InnoTek wurde Anfang 2008 von Sun Microsystems übernommen, das 2009 von Oracle aufgekauft wurde.
2009 wurde die Windows-Version in Windows Virtual PC umbenannt und stärker in Windows integriert. So lassen sich virtuelle Computer nun im Windows-Explorer in einer speziellen Ansicht verwalten, ähnlich der Druckerverwaltung im Explorer. Ebenfalls neu war der für Windows 7 Professional, Enterprise und Ultimate verfügbare XP-Modus, welcher eine vorbereitete und registrierte (und aktivierte) Windows XP Professional-Installation bereitstellt und dort installierte Programme über die spezielle Gasterweiterung RemoteApp im Startmenü des Wirtsystems verfügbar macht.
Unter Windows 8 lassen sich Windows Virtual PC als auch Virtual PC 2007 und frühere Versionen nicht mehr installieren oder starten. Stattdessen ist dessen Nachfolger Hyper-V in den Server- und Business-Versionen von Windows enthalten. Die bessere Integration zeigt sich jedoch auch hier mit der Möglichkeit von Windows 8, direkt aus einem virtuellen Festplattenabbild heraus zu starten. Das neue Format für Festplattenabbilder .vhdx unterstützt bis zu 16 TB, während die ebenfalls noch verwendbaren .vhd-Abbilder nur maximal 2 TB groß werden können (→ Virtual-Hard-Disk-Format).

## Technische Details
Mit Virtual PC wird ein kompletter PC virtualisiert bzw. emuliert. Das Programm stellt eine virtuelle Maschine zur Verfügung, innerhalb derer ein Standard-PC-Betriebssystem ablaufen kann. Dadurch wird es möglich, mehrere Betriebssysteme gleichzeitig auf nur einem PC zu betreiben. Als Gäste können 16- und 32-Bit-Betriebssysteme innerhalb eines 32- und 64-Bit-Wirtsystems laufen.
Unter Mac OS auf der PowerPC-Plattform emuliert Virtual PC einen Standard-PC mit Pentium-II-Prozessor. Unter Windows und OS/2 auf der IA-32-Plattform wird der physisch existierende Prozessor des Wirtsystems virtualisiert. Als virtuelle Komponenten bietet Virtual PC bis zu drei Festplatten, die im VHD-Format eingebunden werden, ein CD- oder DVD-Laufwerk, Arbeitsspeicher einstellbarer Größe (abhängig von der Arbeitsspeicherkapazität des Wirtsystems), eine 100-MBit-Netzwerkkarte, eine Soundkarte und eine Grafikkarte. Unterstützung für PCI-Geräte fehlt. USB wird nur von Virtual PC für Mac ab Version 3.0 und von Windows Virtual PC ab Version 6.1 unterstützt.
Virtual PC bietet grundsätzlich keine Möglichkeit, physische Partitionen oder Laufwerke an das Gastsystem durchzureichen. Nur bei dem virtuellen optischen Laufwerk kann entweder das real existierende Gerät oder ein ISO-Abbild für den Gast eingebunden werden.

### Emulator
Als vollständiger Emulator ist nur die Version für Macintosh angelegt. Virtual PC für Mac gibt es nur für PowerPC-basierte Macs, nicht jedoch für Mac-Computer mit 68k-Prozessor (bis 1995), x86-Prozessor (seit 2006) oder mit Arm-Prozessor (seit 2020). Als Wirtsystem waren die Mac-OS-Versionen ab 7.5.5 (PowerPC wurde seit System 7.1.2 unterstützt) und Mac OS X bis Tiger/PowerPC (10.4, 2005; lauffähig auch auf Leopard/PowerPC, 10.5, 2007) vorgesehen; andere Betriebssysteme auf der PowerPC-Plattform werden nicht unterstützt.
Folgende Hardware-Komponenten stehen dem Gastsystem in der Emulation zur Verfügung:
- 32-Bit-x86-CPU Pentium II (IA-32)
- Intel-Chipsatz 440BX (Seattle)
- ACPI-Unterstützung
- S3 Trio-32/64-Grafikkarte mit 4 MB Grafikspeicher
- IDE-Controller PIIX4 (82371AB/EB)
  - bis zu drei virtuelle Ultra-ATA/33-Festplatten
  - ein virtuelles ATAPI-DVD-Laufwerk
- High-Density-Floppy-Disk-Controller (1,44 MB)
- die Netzwerkkarte DEC 21041 (Fast Ethernet)
- die Soundkarte Sound Blaster 16 (ISA-PnP inkl. Gameport)
- virtuelle PS/2-Maus und -Tastatur
- serielle Schnittstellen
- parallele Schnittstelle (Drucker)
- virtueller USB-1.1-OHCI-Controller

Die Hauptvermarktung von Virtual PC auf den PowerPC-basierten Apple-Computern sieht das Ausführen eines Windows-, PC-kompatiblen DOS- oder Linux-Betriebssystems vor und bringt somit eine große Anzahl an Programmen auch auf PowerPC-Macs. Grundsätzlich läuft jedoch eine Vielzahl an x86-Betriebssystemen unter Virtual PC für Mac, obwohl diese nicht offiziell unterstützt werden. Die enge Integration in das Wirtsystem ist dann wegen der fehlenden Virtual PC Additions jedoch nicht möglich.
Virtual PC für Mac wurde vor allem auch mit vorinstallierten Betriebssystemen verkauft, darunter MS‑DOS mit Windows 3.11, PC‑DOS 2000, Windows 95, Windows 98 (auch Zweite Ausgabe), Windows Me, Windows 2000, Windows XP (Home und Professional) sowie Red Hat Linux 6.1. Einerseits erwarb man dadurch eine Lizenz für das als Gast verwendete Betriebssystem gleich mit, andererseits entfällt durch das bereits installierte Gastsystem auf einem virtuellen Festplattenabbild eine eventuell zeitaufwändige Installation desselben.

### Virtuelle Maschine
Mit dem Emulator als Ausgangspunkt wurde auch eine als Virtualisierung ausgeführte Version von Virtual PC geschrieben, die nur für die Windows-Plattform gedacht war. Es gab jedoch auch eine auf OS/2 portierte Version, die auf der jeweiligen Windows-Version basierte.
Folgende Hardware-Komponenten stehen dem Gastsystem in der virtuellen Maschine zur Verfügung:
- x86-CPU des jeweiligen Wirtssystems wird virtualisiert
- Intel-Chipsatz 440BX (Seattle)
- ACPI-Unterstützung
- S3 Trio-64-Grafikkarte mit 8 MB Grafikspeicher
- IDE-Controller PIIX4 (82371AB/EB)
- die Netzwerkkarte DEC 21140 (Fast Ethernet)
- die Soundkarte Sound Blaster 16 (jedoch hat die emulierte PCI-Steckkarte eine andere Hardware-Kennung)
- virtuelle PS/2-Maus und -Tastatur
- serielle Schnittstellen
- virtuelle Schnittstelle für USB nur über die Virtual PC Additions (seit Windows Virtual PC 6.1)

Für die Soundkarte und die USB-Schnittstelle stehen keine allgemeinen Treiber zur Verfügung, da die emulierten Komponenten nicht wie echte Hardware im Gastsystem angesprochen werden können. Die Soundkarte funktioniert daher nur mit den speziellen Treibern der Virtual PC Additions, und damit nur unter unterstützten Windows-Gästen. Selbiges gilt für die virtuelle USB-Schnittstelle, die über einen Virtual PC-spezifischen internen Systembus realisiert wurde, der selbst ebenfalls nur von den Virtual PC Additions verwendbar ist.
Für die restliche emulierte Hardware können Standard-Treiber verwendet werden, sodass diese Komponenten unter einer Vielzahl weiterer Betriebssysteme verwendbar sind.

### Virtual PC Additions
Die Virtual PC Additions, Treiber und Programme für die Integration des Gastsystems in das Wirtsystem, gibt es für MS-DOS, Windows 98 und Me, sowie für Windows NT 4.0, 2000 und XP. Sie sind identisch in jeder Variante von Virtual PC, ob nun der Emulator für Mac oder die virtuelle Maschine für Windows und OS/2 und funktionieren meist über die jeweilige Version hinaus: ein nicht mehr offiziell unterstütztes Gastbetriebssystem kann die älteren Virtual PC Additions auch in einer neueren Version von Virtual PC verwenden – neue Funktionen, die in dieser Version von Virtual PC hinzugekommen sind, werden damit jedoch nicht unterstützt.

Da die für Linux verfügbaren Virtual PC Additions von Virtual Server 2005 R2 SP1 auch mit Virtual PC funktionieren ist eine Integration auch mit Red Hat Linux und SuSE Linux möglich.

### Windows Virtual PC
Microsoft kaufte 2003 die Firma Connectix und deren Produkt Virtual PC auf und integrierte Virtual PC in die eigene Produktpalette. Da nach Aussage eines Microsoft-Managers die Anpassung von Virtual PC für Mac an die Intel-Plattform einen zu großen Aufwand bedeutet hätte, wurde das Produkt mit Aufkommen der Intel-Macs fallengelassen. Die Windows-Version entwickelte Microsoft weiter und integrierte sie fortan immer tiefer in das hauseigene Betriebssystem Windows.
Im Januar 2004 veröffentlichte Microsoft die Version 2004 bzw. 5.3. Für Kunden von Connectix Virtual PC 5 war diese Aktualisierung gratis. Im Dezember folgte das Service Pack 1.
Seit dem 12. Juli 2006 stellt Microsoft die Windows-Version kostenlos zur Verfügung.
Am 19. Februar 2007 erschien die neue Version „Virtual PC 2007“, welche nun auch eine Unterstützung für Windows Vista bietet und seitdem ebenfalls kostenlos verfügbar ist. Allerdings ist hier zu beachten, dass offiziell nicht alle Versionen von Windows Vista unterstützt werden. Bei der Installation und Einrichtung des Programms auf bestimmten Vista-Versionen wird darauf hingewiesen, dass für diese nicht unterstützten Vista-Versionen kein Support-Anspruch besteht. Auf Windows Vista Home Premium z. B. läuft das Programm dennoch. Im Mai 2008 folgte das Service Pack 1, welches auch Windows XP Service Pack 3, Windows Vista Service Pack 1, sowie Windows Server 2008 offiziell unterstützt.
Zusammen mit der Markteinführung von Windows 7 im Herbst 2009 wurde auch „Virtual PC“ in einer neuen angepassten Version verfügbar gemacht. Es heißt nun „Windows Virtual PC“ und wurde sowohl optisch wie funktionell stärker in Windows integriert. Es ist ein optionaler Windows-Download und weiterhin frei verfügbar (gratis). Außerdem gibt es unter dem Namen „XP Mode“ eine Variante mit vorinstalliertem Windows XP unter den Windows-7-Versionen Professional, Ultimate und Enterprise. Die darüber installierten Programme werden ins Windows-7-Startmenü integriert, was dem ebenfalls frei herunterladbaren Zusatzprogramm RemoteApp für den Windows-XP-Gast geschuldet ist. Die ursprüngliche Systemvoraussetzung für „Windows Virtual PC“ in Form einer hardwareunterstützten Virtualisierung (Secure Virtual Machine: AMD-V und Intel VT; Microsofts Bezeichnung ist „HAV“) wurde im März 2010 mit einem Update aufgehoben.
Als Host-Betriebssystem können für „Windows Virtual PC“ die folgenden Windows 7-Versionen verwendet werden: Windows 7 Home Basic, Windows 7 Home Premium, Windows 7 Professional, Windows 7 Ultimate, Windows 7 Enterprise.
Als Gastbetriebssystem, also als Betriebssysteme, die virtualisiert werden, sind nur 32-Bit-Systeme vorgesehen. Der Support für 64-Bit-Systeme ist nicht vorhanden. Verwendet werden können unter „Windows Virtual PC“ offiziell folgende Windows-Betriebssysteme: Windows XP Service Pack 3 (SP3) Professional, Windows Vista Enterprise Service Pack 1 (SP1), Windows Vista Ultimate Service Pack 1 (SP1), Windows Vista Business Service Pack 1 (SP1), Windows 7 Professional, Windows 7 Ultimate, Windows 7 Enterprise. Meistens funktioniert aber auch die Virtualisierung sowohl anderer Windows-Editionen, als auch anderer Betriebssysteme (z. B. diverse unixoide Betriebssysteme wie Linux), bei der Installation bzw. Konfiguration sind dann aber möglicherweise kleinere Hürden zu überwinden.
Virtual PC kann ab Windows 8 nicht mehr verwendet werden. Jedoch bietet Windows 8 die Möglichkeit, VHD-Festplattenabbilder direkt im Betriebssystem als virtuelle Laufwerke einzubinden. Unter Windows 8 Pro ist es zudem möglich, Windows selbst aus einem Festplattenabbild zu starten, jedoch mit dem Nachteil auf die Schnellstart-Funktion verzichten zu müssen.

## Nutzen
Zur Entwicklung bietet Virtual PC eine flexible und wiederherstellbare Umgebung für Tests unter verschiedenen Betriebssystemen und Konfigurationen. So lässt sich ohne zusätzliche Hardware ein Programm unter diversen Windows-Betriebssystemen testen. Auch ist Virtual PC ideal, um zum Beispiel den Internet Explorer 6 und Internet Explorer 7 auf einem PC zu installieren, um zu testen, ob Websites mit beiden Versionen kompatibel sind. Beim Programmieren und Testen von Netzwerkprogrammen oder Client-Server-Anwendungen ist Virtual PC nützlich, indem es mit dem Host und einem virtuellen PC (oder zwei virtuellen) auf einer Hardware (unter anderem auch ein mobiler Laptop) die Möglichkeit gibt, einen Netzwerk-Datenverkehr zwischen mehreren Rechnern zu simulieren.
Ein virtueller PC kann dazu verwendet werden, unbekannte Programme ohne Risiko für das Hostsystem zu testen. Im schlimmsten Fall wird nur das Gastsystem beeinträchtigt. Bei Gefallen kann das Programm dann auf dem „echten“ System installiert werden.
Der virtuelle PC kann auf Windows XP 64-Bit dazu benutzt werden, um 16-Bit-Setup-Programme aufzurufen, die unter der 64-Bit-Engine nicht mehr laufen. Somit ist es möglich, alte Spiele und Anwendungen zu installieren, die zwar als 32-Bit-Versionen vorliegen, aber dennoch einen alten Installer verwenden.
Auf dem Apple Macintosh liegt der Schwerpunkt eher darin, dass Windows-Programme auch auf einem Apple Macintosh lauffähig gemacht werden können, sowie für Webentwickler, welche ihren Code auf dem Internet Explorer testen müssen. Mithilfe von Virtual PC lassen sich auch diverse Linux-Varianten in das bestehende Windows-Betriebssystem einbinden; Microsoft bietet dafür allerdings (noch) keine offizielle Unterstützung.

### Linux als Gastsystem
Obwohl Linux als Gastsystem nicht offiziell unterstützt wird, lassen sich viele Linux-Distributionen trotzdem ohne größere Probleme installieren. Neuere Linux-Kernel (2.6) erkennen in Virtual PC in vielen Fällen die AUX-Schnittstelle (/dev/psaux) nicht, die für die Maussteuerung benötigt wird. Es gibt verschiedene Möglichkeiten, dieses Problem zu beheben. Eine der einfachsten Lösungen ist es, die Kernelparameter i8042.noloop und psmouse.proto=imps in die Konfiguration der Bootmanager GRUB oder LILO einzutragen.

## Versionsgeschichte

### Virtual PC für Mac
Da der Mainstream-Support der letzten Version von Virtual PC für Mac am 13. April 2010 endete, gibt es keine Unterstützung seitens Microsoft für dieses Produkt mehr. Da auch Apple die Unterstützung für PowerPC-basierte Apple-Computer und die Betriebssysteme, die auf diesen PCs liefen, eingestellt hat, kann auf der ganzen Linie von Abandonware gesprochen werden – es ist jedoch zu beachten, dass das Urheberrecht dadurch nicht betroffen ist.
| Version              | Veröffentlichung                                 | Beschreibung / Änderungen |
| -------------------- | ------------------------------------------------ | --- |
| 1.0                  | 16. April 1997 (USA) 25. Juni 1997 (Deutschland) | Die erste Version emuliert einen PC mit den Komponenten Intel Pentium als Hauptprozessor (inklusive Protected Mode, MMU, FPU und der MMX-Befehlssatzerweiterung), Mainboard mit Intel Triton-Chipsatz, zwei IDE-Kanälen mit zwei vorgegebenen Konfigurationsmöglichkeiten für jeweils zwei Festplatten und ein ATAPI-CD-ROM-Laufwerk (vom Wirt), S3 928 PCI SVGA-Grafikkarte mit 1 oder 2 MB VRAM, PCI-Ethernet-Erweiterungskarte mit DEC 21041-Chip, Sound-Blaster-Pro-Erweiterungskarte für Audio sowie allen nötigen PC-Standardkomponenten, etwa zur Anbindung der Mac-Tastatur und -Maus als PC-Tastatur und PS/2-Maus. Virtual PC 1.0 setzt System 7.5.5 und einen PowerPC-Prozessor voraus. Verkauft wurde es wahlweise mit vorkonfiguriertem (vorinstalliertem) Windows 3.11 (mit MS-DOS) oder mit Windows 95 sowie später auch mit PC-DOS, wobei sich die offiziellen Mindestanforderungen für das Wirtsystem (Mac mit PowerPC-Prozessor) an der benötigten Rechenleistung für das Gastsystem orientierten. Daneben wurden noch die Gastsysteme Windows NT, OS/2 und OPENSTEP offiziell unterstützt.             |
| 2.0                  | 1998                                             | Die emulierte Grafikkarte ist nun eine S3 Trio 32/64 mit bis zu 4 MB VRAM und bietet UXGA-Auflösung. Neben allgemeinen Geschwindigkeitsverbesserungen – beworben wurden bis zu 40 % Steigerung – wurde auch die Unterstützung für DirectX von Windows 95 verbessert. Ebenfalls für Windows hinzugekommen sind die Unterstützung für lange Dateinamen, sowie zwischen Wirt und Gast eine gemeinsame Zwischenablage und Drag and Drop. Speziell für Spiele lässt sich eine im Wirtsystem vorhandene Voodoo-Grafikkarte direkt ansprechen, was zwar die Grafikleistung erheblich beschleunigt, jedoch nur im Vollbildmodus möglich ist. Virtual PC 2.0 wurde von Apple als Option beim Neukauf eines Power Macintosh G3 angeboten. Version 2.1 war neben PC-DOS und Windows 95 auch mit Windows 98 erhältlich. Bis Version 2.1.1 läuft Virtual PC nicht auf Mac OS 8.6 und 9. Die Letzte Aktualisierung ist Version 2.1.3 vom April 1999. |
| 3.0                  | 1999                                             | Läuft auch auf Mac OS 9 und kann dort unter einem Windows 98-Gastsystem auch USB bereitstellen. Dafür ist jedoch ein Windows-Treiber nötig, der nicht mitgeliefert wird. Ebenfalls neu ist die Emulation einer Sound-Blaster-16-Erweiterungskarte für Audio, Connection Sharing bei der Internet-Verbindung, AppleScript-Unterstützung und Beschleunigungen beim virtuellen Festplattenzugriff. Außerdem gibt es nun einen Setup Assistenten und einen Konfigurationsmanager zur einfacheren Konfiguration der virtuellen PCs. Erhältlich waren Versionen mit PC-DOS 2000, Windows 95 und Windows 98. Die spezielle Version Virtual PC for Advanced Tasks war sowohl mit vorinstalliertem Windows 2000 als auch mit vorinstalliertem Red Hat Linux 6.1 erhältlich. Zusätzlich wurden Windows NT, DOS mit Windows 3.11 und OS/2 offiziell unterstützt. Dies ist die letzte Version, die auf Apple Macintosh-Computern mit PowerPC-600-Prozessoren läuft. Connectix führte den Vertrieb dieser Version deshalb auch nach dem Erscheinen von Virtual PC 4.0 weiter. Die letzte Aktualisierung war 3.0.3A vom 26. April 2000. |
| 4.0                  | 7. Dezember 2000                                 | Version 4.0 setzt Mac OS 8.5 oder höher und einen Power Mac mit G3 oder G4-Prozessor voraus. Es war mit den Gast-Betriebssystemen PC-DOS 2000, Windows 98 (Zweite Ausgabe) und Windows Me erhältlich. Connectix bewarb eine nahezu Geschwindigkeitsverdoppelung, die mit der Anpassung auf PowerPC G3- und G4-Prozessoren und besserem Gebrauch der AltiVec-Recheneinheit einhergeht. Es können nun bis zu 512 MB RAM für den Gast zugewiesen werden. Festplattenabbilder können dank eines neuen Formats dynamisch bis zu 127 GB wachsen und mit dem neuen Virtual Disk Manager sind diese leichter verwaltbar. Die letzte Aktualisierung war 4.0.2. |
| 5.0                  | 4. Dezember 2001                                 | Unterstützt erstmals sowohl Mac OS 9.1 als auch Mac OS X 10.1 „Puma“ als Wirtsystem und kann nun mit Windows XP als Gastsystem umgehen. Neu ist auch die Möglichkeit, Festplattenabbilder zurückzusetzen. Verfügbar waren neben einer Upgrade-Version auch Versionen mit den vorinstallierten Betriebssystemen PC-DOS, Windows 98, Windows 2000 und Windows XP Home. Neuere Virtual PC Additions sind in der Aktualisierung 5.0.2 vom 6. März 2002 enthalten, außerdem wurden einige Probleme auf Mac OS X als Wirtsystem behoben und die Leistung verbessert. Die letzte Aktualisierung war 5.0.4 vom 25. Juni 2002. |
| 6.0                  | 18. Dezember 2002                                | Setzt Mac OS 9.2.2 bzw. Mac OS X 10.1.5 „Puma“ oder 10.2.1 „Jaguar“ oder höher voraus. Verbessert wurde in dieser Version vor allem die Ausführungsgeschwindigkeit der emulierten Betriebssysteme (Gastsysteme) unter Mac OS X. Dazu gab es erstmals die Integration in das Dock von Mac OS X. Wie schon die vorangegangenen Versionen gab es Virtual PC mit vorinstalliertem PC-DOS, Windows 98, Windows 2000, Windows XP Home und Windows XP Professional sowie als Upgrade für eine bestehende Virtual PC 5-Installation. Diese und alle vorherigen Versionen von Virtual PC laufen nicht auf Macs mit PowerPC-G5-Prozessor. Die letzte Aktualisierung war 6.1.1 vom 10. Februar 2004. |
| 7.0                  | 10. September 2004                               | Letzte Version für den Mac und gleichzeitig die erste, die nach der Übernahme von Connectix durch Microsoft 2003 bereits den Namen „Microsoft Virtual PC“ trägt. Diese Version wurde speziell für den Power Mac G5 optimiert. Vorausgesetzt wird Mac OS X 10.2.8 „Jaguar“ oder neuer. Wenn Mac OS X Panther (10.3) oder neuer als Wirtsystem dient, stellt Virtual PC den Drucker direkt im Gastsystem zur Verfügung, sodass man keinen eigenen Windows-Drucker installieren muss. Auf Intel-Macs ist „Virtual PC für Mac“ nicht ausführbar. Die Weiterentwicklung wurde nach dem Vollzug der Umstellung von PowerPC auf Intel-Prozessoren durch Apple im Jahr 2006 eingestellt. Die letzte Aktualisierung war 7.0.3 vom 15. August 2007. Der Mainstream-Support endete am 13. April 2010. |
| Legende:Alte Version |                                                  | |

### Windows Virtual PC (Virtual PC für Windows)
Windows Virtual PC wurde in Windows 8 durch dessen Nachfolger Hyper-V ersetzt; es ist somit als Wirt auf Windows-Versionen neuer als Windows 7 nicht mehr lauffähig.
| Version              | Veröffentlichung        | Beschreibung / Änderungen |
| -------------------- | ----------------------- | --- |
| 4.0                  | 2001                    | Dies ist die erste Version von Virtual PC, die auf Windows läuft. Als Wirt werden Windows Me, Windows NT 4.0 mit Service Pack 6 sowie Windows 2000 Professional unterstützt. Als Gäste waren DOS, Windows 3.1, Windows 95 bis Me, Windows NT 4.0, Windows 2000 und Linux vorgesehen. |
| 4.2                  | 2001                    | Mit dem Update auf Version 4.2 wird nun Windows XP sowohl als Wirt als auch als Gast voll unterstützt. Diese Version wurde damit beworben, die Kriterien für das Entwickelt für Windows XP-Logo zu erfüllen; dementsprechend enthält diese Version auch für Windows XP die Guest Additions. Das Installationsprogramm verwendet nun den Microsoft Installer. Außerdem neu sind die Leseunterstützung von LS120-Disketten, ein verbesserter virtueller Switch und die Unterstützung für Novel 5.1- und 6.0-Gastsysteme. |
| 5.0                  |                         | Letzte Version von Connectix. Es erschienen die Aktualisierungen 5.1 und 5.2. |
| 2004 5.3             | 10. November 2003 (RTM) | Diese Version, 5.3.582, war die erste, die bereits von Microsoft herausgegeben wurde. Microsoft Virtual PC gab es zum freien Herunterladen als 45-Tage-Testversion bzw. als Update für bestehende Virtual PC für Windows 5.x-Anwender. Als Wirtsysteme werden Windows 2000 Service Pack 4, Windows XP Service Pack 2 und Windows Server 2003 Standard Edition (32-Bit) unterstützt. Die offiziell unterstützten Gastsysteme, für die es auch die Virtual Machine Additions gibt, sind MS-DOS 6.22, Windows 95, 98 und Me, Windows NT 4.0 Service Pack 6, Windows 2000 Professional, Windows XP Home und Professional sowie auch OS/2 Warp 4 mit Fixpack 15, Convenience Pack 1 oder Convenience Pack 2. Die Version 2004 SP1 (5.3.582.27) erschien am 30. August 2006 – es ist die erste, die Microsoft gratis anbot. Die Sicherheitsaktualisierung KB969856 erschien am 15. Juli 2009. |
| 2007 6.0             | 19. Februar 2007        | Mit Microsoft Virtual PC 2007 6.0.156.0 werden erstmals sowohl die 32-Bit- als auch die 64-Bit-Versionen von Windows XP Professional und Tablet PC Edition, Windows Server 2003 und Windows Vista Business, Enterprise und Ultimate als Wirtsystem unterstützt. In einem 64-Bit-Wirtsystem können sowohl 32- als auch 64-Bit-Betriebssystem virtualisiert werden. Die Virtual Machine Additions für die Gastsysteme stehen für alle Systeme, die auch als Wirt unterstützt werden, sowie für Windows 2000 Professional, Windows 98 Zweite Ausgabe und, wie schon für Version 2004 (5.3), für OS/2 Warp 4 (FP15, CP1, CP2) zur Verfügung. Die Virtual Machine Additions der Version 2004 funktionieren weiterhin, sodass letztlich alle auch unter Virtual PC 2004 unterstützten Gastsysteme auf Virtual PC 2007, zumindest indirekt, unterstützt werden. Die Aktualisierung 2007 SP1 (6.0.192.0) erschien am 15. Mai 2008. Das „Hotfixrolluppaket“ vom 20. Februar 2009 hebt Virtual PC 2007 SP1 auf Version 6.0.210.0, beseitigt einige kritische Fehler und verbessert die Netzwerkleistung im Gastsystem. Die Sicherheitsaktualisierung KB969856 erschien am 15. Juli 2009. Windows Vista Ultimate und Enterprise sollten "inklusive Microsoft Virtual PC Express" ausgeliefert werden, einer Virtual PC 2007 Vollversion, sowie insbesondere der Lizenz, das Betriebssystem selbst ein zweites Mal (Enterprise: bis zu vier Mal) in der virtuellen Maschine zu installieren. Diese Zusatz-Lizenzen wurden gewährt, Virtual PC Express jedoch nicht mitgeliefert, da es die Virtual PC 2007 Vollversion sowieso kostenlos bei Microsoft zum Download gab. |
| 6.1                  | 22. Oktober 2009        | Aktuelle Version, nunmehr als Windows Virtual PC bezeichnet, mit der Microsoft voll auf Hardwarevirtualisierungstechniken (AMD-V, Intel VT, VIA VT) setzt. Es ist die erste Windows-Version von Virtual PC mit USB-Unterstützung für das Gastsystem. Als Wirtsystem werden alle Windows-7-Versionen unterstützt. Am 18. März 2010 wurde von Microsoft das Update KB977206 veröffentlicht, nach dessen Installation Windows Virtual PC auch ohne Hardwarevirtualisierungsfunktionen funktioniert. Für Windows 7 Professional, Windows 7 Ultimate oder Windows 7 Enterprise liefert Microsoft unentgeltlich eine speziell angepasste und aktivierte 32-Bit-Version von Windows XP Professional Service Pack 3 gleich mit: im „XP-Modus“ ist die Benutzeroberfläche des Gastsystems vollständig in Windows 7 integriert. Nach der Installation des XP-Modus ist Windows Virtual PC bereits mit einem Windows-XP-Festplattenabbild vorbereitet, wodurch die sonst notwendige Installation als Gastsystem entfällt. Das auch separat installierbare Programm RemoteApp für das im Gastsystem laufende Windows XP stellt eine einfache Integration von Windows-XP-Programmen in die Oberfläche von Windows 7 sicher. Unter den anderen Windows-7-Versionen kann das Festplattenabbild des XP-Modus ebenfalls verwendet werden, was eine separate Installation von Windows XP Professional und RemoteApp erspart. Da man allerdings nicht zur Nutzung berechtigt ist, muss das Windows XP Professional dann mit einem gültigen Produktschlüssel aktiviert werden. Unter Windows 8 und neuer ist Windows Virtual PC nicht nutzbar. Das Nachfolgeprodukt ist Hyper-V. |
| Legende:Alte Version |                         | |

### Virtual PC für OS/2
Es gibt keinen Support mehr für Virtual PC für OS/2, das neben OS/2 auch auf dessen Weiterentwicklung eComStation lauffähig ist. Virtual PC für OS/2 ist inzwischen als Abandonware zu bezeichnen – das Urheberrecht ist davon jedoch nicht betroffen.
| Version              | Veröffentlichung   | Beschreibung / Änderungen |
| -------------------- | ------------------ | --- |
| 4.2                  | 31. März 2002      | Gemeinsam mit der deutschen InnoTek Systemberatung GmbH wurde Virtual PC in einer speziellen Version für das Betriebssystem OS/2 (als Wirt) angepasst. Mindestvoraussetzung ist jedoch OS/2 Warp 4 mit Convenience Pack oder neuer bzw. WorkSpace on-Demand 2.0 Fixpack 16 oder neuer. „Virtual PC für OS/2“, das auch „Virtual PC für Windows“ im Bundle enthielt, bietet im Besonderen die OS/2-Additions, die OS/2 als Gastbetriebssystem besser in den Wirt integrieren und somit einfacheres Arbeiten ermöglichen. So kann eine vorhandene OS/2-Installation unter Windows relativ komfortabel weiter verwendet werden. Die aktualisierte Version 4.3.2 vom 12. Juli 2002 basiert, wie schon Version 4.2 auch, auf der jeweiligen Windows-Version von Virtual PC. Sie beinhaltet einige Detailverbesserungen, u. a. bessere Unterstützung für CD- und DVD-Medien und Kompatibilität zu OS/2 Warp 4 FP8 (ohne Convienience Pack), obwohl dies nicht offiziell unterstützt wurde, sowie verbesserte Lauffähigkeit auf SMP-Systemen (ohne selbst SMP-fähig zu sein). |
| 5.0                  | 26. September 2002 | Diese ebenfalls auf Virtual PC für Windows basierende Version wurde in einigen Details gegenüber der Vorversion verbessert. Die grafische Oberfläche wurde ins Deutsche, Französische, Japanische, Italienische und Spanische übersetzt. Die letzte Version ist 5.1 vom 15. Dezember 2002. Nach der Übernahme von Connectix durch Microsoft wurde die OS/2-Version nicht weiterentwickelt. In der gratis erhältlichen Version Microsoft Virtual PC 2004 SP1 für Windows sind auch die Virtual Machine Additions für OS/2 enthalten, sodass OS/2 unter Windows als Gastbetriebssystem verwendet werden kann. |
| Legende:Alte Version |                    | |

## Alternativen
Nebst Virtual PC existieren verschiedene Alternativen. Eine der bekanntesten ist VirtualBox von Oracle, welche als freie Software zur Verfügung steht.